# Lasomroczek
Lasomroczek (Vespadelus) – rodzaj ssaków z podrodziny mroczków (Vespertilioninae) w obrębie rodziny mroczkowatych (Vespertilionidae).

## Rozmieszczenie geograficzne
Rodzaj obejmuje gatunki występujące endemicznie w Australii (włącznie z Tasmanią).

## Morfologia
Długość ciała (bez ogona) 32,1–52,3 mm, długość ogona 24,4–42,1 mm, długość ucha 8,3–13,2 mm, długość przedramienia 23,5–38,6 mm; masa ciała 2,3–10 g.

## Systematyka
Rodzaj zdefiniował w 1943 roku australijski zoolog Ellis Le Geyt Troughton w publikacji swojego autorstwa zatytułowanej Zwierzęta futrzane z Australii. Gatunkiem typowym jest (oznaczenie monotypowe) lasomroczek dziuplowy (V. pumilus).

### Etymologia
- Vespadelus (Vespadellus): łac. vesper, vesperis ‘wieczór’[10]; gr. αδηλος adēlos ‘ukryty, niewidoczny’, od negatywnego przedrostka α- a-; δηλος dēlos ‘widoczny’[11].
- Registrellus: łac. rex, regis „król”, od regere ‘rządzić’; rodzaj Pipistrellus Kaup, 1829 (karlik)[12][1]. Gatunek typowy (oryginalne oznaczenie): Pipistrellus regulus O. Thomas, 1906.
- Nycterikaupius: gr. νυκτερις nukteris, νυκτεριδος nukteridos ‘nietoperz’; Johann Jakob Kaup (1803–1873), niemiecki paleontolog i przyrodnik[4]. Gatunek typowy (oryginalne oznaczenie): Scotophilus pumilus J.E. Gray, 1841.

### Podział systematyczny
Do rodzaju należą następujące gatunki:
| Grafika | Gatunek                | Autor i rok opisu                         | Nazwa zwyczajowa         | Podgatunki         | Rozmieszczenie geograficzne | Podstawowe wymiary                                         | Status IUCN |
| ------- | ---------------------- | ----------------------------------------- | ------------------------ | ------------------ | --- | ---------------------------------------------------------- | ----------- |
|         | Vespadelus douglasorum | (D.J. Kitchener, 1976)                    | lasomroczek żółtowargi   | gatunek monotypowy | północna Australia Zachodnia (zachodnia część regionu Kimberley i kilka przybrzeżnych wysp) | DC: 3,5–4,3 cm DO: 3,5–4,2 cm DP: 3,4–3,8 cm MC: 4,5–6,1 g | LC          |
|         | Vespadelus caurinus    | (O. Thomas, 1914)                         | lasomroczek jaskiniowy   | gatunek monotypowy | północna Australia Zachodnia (region Kimberley i Bonaparte Archipelago), północne Terytorium Północne (wraz z Groote Eylandt) i północny Queensland                                                                                   | DC: 3,2–4 cm DO: 2,4–3,5 cm DP: 2,7–3,2 cm MC: 2,3–4,2 g   | LC          |
|         | Vespadelus finlaysoni  | (D.J. Kitchener, B. Jones & Caputi, 1987) | lasomroczek skalisty     | gatunek monotypowy | suche i półsuche obszary w północnej, środkowej i zachodniej części (wraz z wyspami Tiwi, Groote Eylandt i Sir Edward Pellew Group)                                                                                                   | DC: 3,4–4,6 cm DO: 3,1–4,2 cm DP: 3–3,8 cm MC: 3–7 g       | LC          |
|         | Vespadelus troughtoni  | (D.J. Kitchener, B. Jones & Caputi, 1987) | lasomroczek leśny        | gatunek monotypowy | Queensland (wraz z wyspą Magnetic) oraz północno-wschodnia Nowa Południowa Walia | DC: 3,7–4,4 cm DO: 3,1–3,8 cm DP: 3–3,6 cm MC: 4,5–6,7 g   | LC          |
|         | Vespadelus baverstocki | (D.J. Kitchener, B. Jones & Caputi, 1987) | lasomroczek australijski | gatunek monotypowy | w głębi lądu, głównie w środkowej i wschodniej części kraju, z bardziej odizolowaną obecnością w południowo-zachodniej Australii Zachodniej                                                                                           | DC: 3,5–4,3 cm DO: 2,6–3,4 cm DP: 2,6–3,1 cm MC: 3,6–5,6 g | LC          |
|         | Vespadelus pumilus     | (J.E. Gray, 1841)                         | lasomroczek dziuplowy    | gatunek monotypowy | wschodnie wybrzeże Queenslandu i północno-wschodniej Nowej Południowej Walii (od Atherton Tableland, Kirrama i Kroombit Top do tylko na północ od Sydney); zakres wysokości: 0–2000 m n.p.m.                                          | DC: 3,5–4,4 cm DO: 2,8–3,4 cm DP: 2,8–3,3 cm MC: 3,5–5,5 g | LC          |
|         | Vespadelus vulturnus   | (O. Thomas, 1914)                         | lasomroczek mały         | gatunek monotypowy | południowy-wschodni Queensland, Nowa Południowa Walia, Wiktoria, południowo-wschodnia Australia Południowa, Wyspa Flindersa i Tasmania; zakres wysokości: 0–1100 m n.p.m.                                                             | DC: 3,5–4,8 cm DO: 2,7–3,4 cm DP: 2,3–3,3 cm MC: 2,6–6,5 g | LC          |
|         | Vespadelus darlingtoni | (G.M. Allen, 1933)                        | lasomroczek duży         | gatunek monotypowy | południowo-wschodni Queensland, wschodnia i południowo Nowa Południowa Walia, Wiktoria, południowo-wschodnia Australia Południowa (wraz z Wyspą Kangura), Wyspa Flindersa, Tasmania oraz Lord Howe; zakres wysokości: 0–1300 m n.p.m. | DC: 3,8–5,2 cm DO: 2,9–3,9 cm DP: 3,2–3,9 cm MC: 4–10 g    | LC          |
|         | Vespadelus regulus     | (O. Thomas, 1906)                         | lasomroczek królewski    | gatunek monotypowy | od południowej Australii Zachodniej do Wiktorii, południowa i wschodnia Nowa Południowa Walia, skrajnie południowo-wschodnia Queensland, Wysoa Kangura i Tasmania; zakres wysokości: 0–1700 m n.p.m.                                  | DC: 3,6–4,6 cm DO: 2,8–3,9 cm DP: 2,8–3,4 cm MC: 3,6–7 g   | LC          |

Kategorie IUCN:  LC  – gatunek najmniejszej troski. 